# Franches-Montagnes
Het district Franches-Montagnes in het Zwitserse kanton Jura (Frans: District des Franches-Montagnes, Duits: Bezirk Freiberge) heeft ca. 10.000 inwoners (2016). De hoofdplaats is Saignelégier. Tot het district behoren de volgende gemeenten:
| Gemeentenaam          | Inwoners (31/12/2004) | Oppervlakte (km²) |
| --------------------- | --------------------- | ----------------- |
| Epauvillers           | 147                   | 8,43              |
| Epiquerez             | 93                    | 9,41              |
| Goumois               | 95                    | 8,54              |
| La Chaux-des-Breuleux | 89                    | 4,12              |
| Lajoux                | 656                   | 12,35             |
| Le Bémont             | 353                   | 11,64             |
| Le Noirmont           | 1601                  | 20,40             |
| Le Peuchapatte        | 39                    | 2,57              |
| Les Bois              | 1065                  | 24,70             |
| Les Breuleux          | 1310                  | 10,80             |
| Les Enfers            | 143                   | 7,09              |
| Les Genevez           | 501                   | 13,64             |
| Les Pommerats         | 244                   | 11,51             |
| Montfaucon            | 474                   | 14,82             |
| Montfavergier         | 34                    | 3,45              |
| Muriaux               | 440                   | 14,33             |
| Saignelégier          | 2142                  | 11,67             |
| Saint-Brais           | 222                   | 15,19             |
| Soubey                | 144                   | 13,51             |

Delémont · Franches-Montagnes · Porrentruy